# Лапшин, Иван Иванович
Ива́н Ива́нович Лапши́н (11 октября 1870, Москва — 17 ноября 1952, Прага) — русский философ, публицист и переводчик, педагог.

## Преподавательская деятельность
Окончил историко-филологический факультет Санкт-Петербургского университета, где работал главным образом под руководством профессора Александра Ивановича Введенского. Осенью 1892 года представил для рассмотрения на факультете свою первую большую работу «Полемика между Гассенди и Декартом по поводу „Медитации“» (300 стр.). В 1893 году по окончании курса был оставлен при университете на кафедре философии «для приготовления к профессорскому званию».
Преподавал логику в Александровском лицее, психологию — в женских гимназиях; историю педагогических теорий на высших женских и на военно-педагогических курсах.
В Санкт-Петербургском университете читал курсы по истории педагогических теорий, по критической теории познания, по истории скептицизма, по истории философии XIX-го века; руководил практическими занятиями студентов по изучению Канта (анализ произведений «Пролегомен» и «Критики чистого разума»).
Преподавал философские предметы в педагогическом институте и историю философии на курсах профессора Петра Лесгафта.
В 1922 выслан из советской России на «философском пароходе». С 1923 в Чехословакии, профессор Русского юридического факультета, позднее Русского народного университета в Праге.